# Завет в Библии
Заве́т (договор) — одно из центральных понятий Библии. С помощью этого понятия описываются взаимоотношения между Богом и избранными людьми: Ноем, Авраамом, сынами Израиля при исходе из Египта. Впервые встречается в тексте Священного Писания в Книге Бытия (9:9—12): «Вот знамение завета, который я поставляю между Мною и между вами… что не будет истреблена всякая плоть водами потопа», — говорит Бог Ною и его сыновьям после Потопа.
В современной науке принято считать, что библейская традиция развивает доизраильские представления ближневосточных религиозных культов о союзе-завете.

## Возобновление завета
Параллельно теме заключения союза (завета) в Библии возникает тема необходимости обновления, или возобновления Завета. Избранный народ перестал соответствовать требованиям завета и поэтому обновление необходимо. Возобновляются обязательства исполнять установления синайского завета, в частности исполнение в должной чистоте ритуалов — либо осквернённых элементами чуждого служения, либо просто забытых: пасха, жертвоприношения.
- Иисус Навин 24:19-26

Иисус сказал народу: не возможете служить Господу, ибо Он Бог святый, Бог ревнитель, не потерпит беззакония вашего и грехов ваших. Если вы оставите Господа и будете служить чужим богам, то Он наведет на вас зло и истребит вас, после того как благотворил вам. И сказал народ Иисусу: нет, мы Господу будем служить. Иисус сказал народу: вы свидетели о себе, что вы избрали себе Господа — служить Ему? Они отвечали: свидетели. Итак отвергните чужих богов, которые у вас, и обратите сердце своё к Господу Богу Израилеву. Народ сказал Иисусу: Господу Богу нашему будем служить и гласа Его будем слушать. И заключил Иисус с народом завет (berith) в тот день и дал ему постановления и закон (hoq) в Сихеме. И вписал Иисус слова сии в книгу закона Божия (sefer torath elohim)….

Израильтяне вернулись к служению чужим богам и таким образом изменили основному условию синайского завета, поэтому необходимо обновление. Связь с синайским заветом подчёркивается отсылкой к формуле «Господу Богу нашему будем служить и гласа Его будем слушать» (Ср. Исх 24.7).
- 4 Царств 23:1-3, 21-23

1 И послал царь, и собрали к нему всех старейшин Иуды и Иерусалима. И пошел царь в дом Господень, и все Иудеи, и все жители Иерусалима с ним, и священники, и пророки, и весь народ, от малого до большого, и прочел вслух их все слова книги завета (sefer ha-berith), найденной в доме Господнем. Потом стал царь на возвышенное место и заключил пред лицем Господним завет — последовать Господу и соблюдать заповеди Его и откровения Его и уставы Его от всего сердца и от всей души, чтобы выполнить слова завета сего, написанные в книге сей. И весь народ вступил в завет (wa-yaamod kol ha-am ba-berith)….
    21 И повелел царь всему народу, сказав: «совершите пасху Господу Богу вашему, как написано в сей книге завета », — потому что не была совершена такая пасха от дней судей, которые судили Израиля, и во все дни царей Израильских и царей Иудейских; а в восемнадцатый год царя Иосии была совершена сия пасха (naase ha-pesah ha-ze) Господу в Иерусалиме.

При царе Иосии (ок. 622 г. до н. э.) в святилище была найдена книга завета. Чтение приводит народ к покаянию, происходит централизация культа в Иерусалиме, возобновляется празднование Пасхи в память исхода из Египта.
- 2 Паралипоменон 15. 8-15:

   Когда услышал Аса слова сии и пророчество, [сына] Одеда пророка, то ободрился и изверг мерзости [языческие] из всей земли Иудиной и Вениаминовой и из городов, которые он взял на горе Ефремовой, и обновил жертвенник Господень, который пред притвором Господним. И собрал всего Иуду и Вениамина и живущих с ними переселенцев....И собрались в Иерусалим в третий месяц, в пятнадцатый год царствования Асы; и принесли в день тот жертву Господу из добычи, которую привели, из крупного скота семьсот и из мелкого семь тысяч; и вступили в завет (wa-yavou ba-berith), чтобы взыскать Господа Бога отцов своих от всего сердца своего и от всей души своей; ....И клялись Господу громогласно и с восклицанием и при [звуке] труб и рогов. И радовались все Иудеи сей клятве, потому что от всего сердца своего клялись и со всем усердием взыскали Его, и Он дал им найти Себя. И дал им Господь покой со всех сторон.

Аса, царь Иудеи, праправнук Давида возобновляет завет, так как израильтяне изменили синайскому завету и стали служить идолам. Происходит очищение осквернённого жертвенника. Связь с синайским заветом подчёркивается употреблением формул из книги Второзакония: «от всего сердца своего и от всей души своей…. и со всем усердием» (ср. Втор 6. 5).

## Новый завет в Иер 31. 31-34
Пророчество Иеремии (31. 31-34), относящееся к началу VI века до н. э., является единственным ветхозаветным свидетельством употребления словосочетания «новый завет»:

   31 Вот наступают дни, говорит Господь, когда Я заключу (we-kharatti) с домом Израиля и с домом Иуды новый завет (berith hadashah LXX: diaqh/khn kainh/n), 32 не такой завет, какой Я заключил с отцами их в тот день, когда взял их за руку, чтобы вывести их из земли Египетской; тот завет Мой они нарушили, хотя Я оставался в союзе с ними, говорит Господь. 33 Но вот завет, который Я заключу с домом Израилевым после тех дней, говорит Господь: вложу закон Мой (torati) во внутренность их и на сердцах их напишу его, и буду им Богом, а они будут Моим народом. 34 И уже не будут учить друг друга, брат брата, и говорить: «познайте Господа», ибо все сами будут знать Меня, от малого до большого, говорит Господь, потому что Я прощу беззакония их и грехов их уже не воспомяну более.

## Период Второго храма
В послепленный период произошла некоторая реинтерпретация идей обновлённого завета и нового завета. Обновление завета необходимо в силу прегрешений народа. Но мученичество братьев-праведников оказывается своего рода искупительной жертвой и приводит к прощению грехов народа (замещает храмовое жертвоприношение, которое невозможно из-за осквернения храма завоевателями). Личные награда и воздаяние переносится на посмертное существование. Воздаяние народу в целом выражено в победе Израиля над врагами.
2 Макк. 7. 36-38, 8. 5:

   «Братья наши, претерпев ныне краткое мучение, по завету Божию получили жизнь вечную, а ты по суду Божию понесешь праведное наказание за превозношение. Я же, как и братья мои, предаю душу и тело за отеческие законы, призывая Бога, чтобы Он скоро умилостивился над народом, и чтобы ты с муками и карами исповедал, что Он един есть Бог, и чтобы на мне и на братьях моих окончился гнев Всевышнего, праведно постигший весь род наш»....
    Окружив себя множеством, Маккавей сделался непобедимым для язычников, когда гнев Господа переложился на милость.

В Дамасском документе, кумранском тексте, датируемом второй половиной II века до н. э., представление о новом завете основано на совершенно новой интерпретации синайского завета, так как общине удалось «раскопать доселе скрытые смыслы Торы». Община нового завета порывает с иерусалимским культом и с остальным Израилем. Прежнее понимание Торы (правильное для прежнего времени) утратило силу. Заповедь о любви к ближнему (Лев 19:18) также действует только в отношении членов общины.
CD-A 5. 21 — 6. 21:15

   И земля опустела, ибо говорили непокорно против заповедей Бога, дарованных через Моисея и также через помазанников святости и пророчествовали ложь, чтобы отвратить Израиль от Бога. Но вспомнил Бог Завет изначальный (berith rishonim) и поставил из Аарона разумных и из Израиля мудрых, и возвестил им, чтобы выкопали колодец. «Колодец, который копали князья, вырыли его благородные народа посохом» есть Тора ….И все, кто приведены в Завет (asher huv'u ba-berith), не должны входить в святилище, чтобы зажигать огонь жертвенника напрасно….Ведь они должны следить за тем, чтобы действовать согласно интерпретации Торы для поры нечестия – отделиться от сынов погибели….в соответствии с тем, что им открылось, согласно заповеди, данной вступившим в Новый Завет (ke-mitzwath bae ha-berith ha-hadasha) в стране Дамаска, чтобы….любить каждому брата своего как самого себя…

В другом кумранском тексте, Пешер Хаввакук (1QpHab 2), новый завет характеризуется реинтерпретацией не Пятикнижия, а пророческого текста, но в целом для Кумрана характерно такое изменение смыслов.